# Sven Mislintat

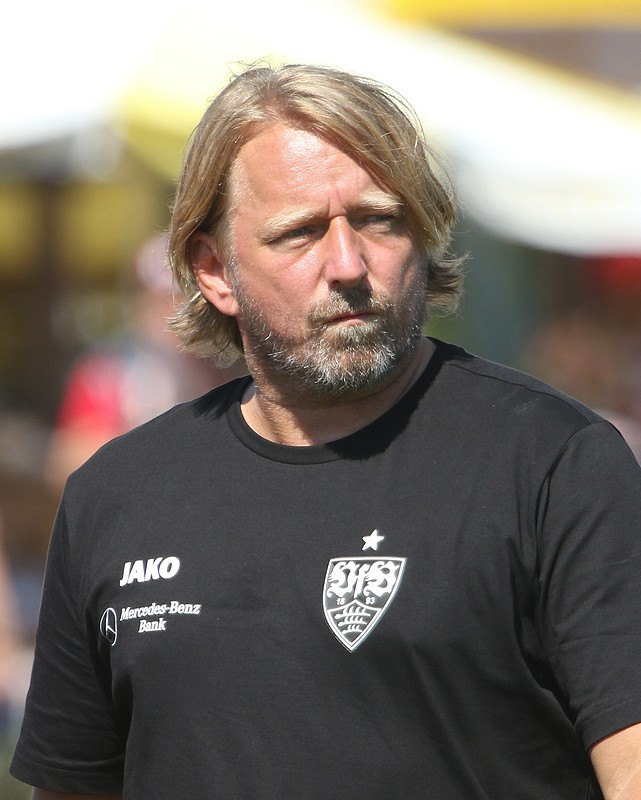
Sven Mislintat (2022)

Sven Mislintat (* 5. November 1972 in Dortmund) ist ein deutscher Fußballfunktionär und Spielerbeobachter. Er war von 2006 bis 2017 bei Borussia Dortmund und von 2017 bis 2019 beim FC Arsenal Chefscout. Von 2019 bis 2022 war er Sportdirektor des VfB Stuttgart. Von Mai bis September 2023 war er Sportdirektor von Ajax Amsterdam. Er war vom 1. Mai 2024 bis 6. Februar 2025 Technischer Direktor bei Borussia Dortmund.

## Werdegang
Mislintat wuchs in Kamen auf. Nach dem Studium der Sportwissenschaften an der Ruhr-Universität Bochum arbeitete er ab 2006 als Chefscout und Leiter Profifußball bei Borussia Dortmund. Er empfahl dem Verein Spieler wie Pierre-Emerick Aubameyang, Ousmane Dembélé und Shinji Kagawa. Seit 2011 ist er ausgebildeter Fußballlehrer. 2016 war er Mitbegründer des deutschen Start-up-Unternehmens matchmetrics GmbH.
Zum 1. Dezember 2017 wechselte Mislintat als Leiter der Scouting-Abteilung („Head of recruitment“) zum FC Arsenal. Dort war er unter anderem für die Verpflichtungen von Lucas Torreira, Mattéo Guendouzi und Bernd Leno verantwortlich und fädelte – wie zuvor in Dortmund – die Verpflichtung von Pierre-Emerick Aubameyang ein. Zum 8. Februar 2019 verließ er den FC Arsenal.
Zum 1. Mai 2019 wurde Mislintat neuer Sportdirektor des VfB Stuttgart. Er trug unter anderem die Verantwortung für die Transfers der Fußballabteilung des VfB. Am 30. November 2022 wurde sein bis Juni 2023 laufender Vertrag vorzeitig aufgelöst. Ihm folgte Fabian Wohlgemuth nach.
Ab dem 19. Mai 2023 war Mislintat Sportdirektor von Ajax Amsterdam. Am 24. September 2023 gab der Verein die Beendigung der Zusammenarbeit bekannt.
Zum 1. Mai 2024 kehrte er zu Borussia Dortmund zurück und übernahm die Aufgabe des Technischen Direktors, die bis 2022 Edin Terzic innehatte. Am 6. Februar 2025 beendete Borussia Dortmund die Zusammenarbeit wieder und stellte ihn mit sofortiger Wirkung frei.

## Sonstiges
Wegen seiner Fähigkeit, junge Talente frühzeitig zu entdecken, wurde Mislintat 2019 auch „Diamantenauge“ genannt.